# Twitter, Inc.
A Twitter, Inc. egy amerikai közösségi média vállalat volt, amelynek székhelye Kalifornia államban, San Franciscóban volt, és amely a X névre keresztelt átalakulása előtt a névadó közösségi média hálózatát üzemeltette. A Twitter mellett a vállalat korábban a Vine rövid videóalkalmazást és a Periscope élő közvetítési szolgáltatást is üzemeltette. 2023 áprilisában a Twitter egyesült az X Holdings-szel és megszűnt független vállalatként működni, az X Corp. részévé vált.
A Twittert Jack Dorsey, Noah Glass, Biz Stone és Evan Williams hozta létre 2006 márciusában, és júliusban indult el. 2012-re több mint 100 millió felhasználó írt naponta 340 millió tweetet. A vállalat 2013 novemberében tőzsdére lépett. 2019-re a Twitternek több mint 330 millió havi aktív felhasználója volt.
2022. április 25-én a Twitter beleegyezett abba, hogy Elon Musk, a SpaceX és a Tesla, Inc. vezérigazgatója 44 milliárd amerikai dollárért felvásárolja a vállalatot, ami az egyik legnagyobb üzlet volt, amelynek eredményeként egy vállalat magántulajdonba került. Július 8-án Musk felbontotta az üzletet. A Twitter részvényei zuhantak, ami arra késztette a vállalat vezetőségét, hogy július 12-én bepereljék Muskot a Delaware-i Chancery bíróságon. Október 4-én Musk bejelentette, hogy szándékában áll a vállalatot a megállapodásnak megfelelően 44 milliárd dollárért, vagyis részvényenként 54,20 dollárért megvásárolni; a megállapodás október 27-én zárult le.
Musk átvétele után a Twittert kritizálták a gyűlöletkeltő beszédek növekedése, valamint a jobboldali tartalmak szisztematikus előtérbe helyezése miatt. A vállalat felvásárlását nagyszabású politikai változások, tömeges elbocsátások és lemondások, valamint a vállalat munkakultúrájának drámai változása jellemezte.

## A Twitter eladása
Elon Musk 2022. április 14-én kezdeményezte a Twitter, Inc. amerikai közösségi médiavállalat felvásárlását, amelyet 2022. október 27-én fejezett be. Musk 2022 januárjában kezdett részvényeket vásárolni a vállalatból, és áprilisra 9,1 százalékos tulajdonrészével a legnagyobb részvényessé vált. A Twitter felkérte Muskot, hogy csatlakozzon az igazgatótanácsához, és ezt az ajánlatot Musk kezdetben elfogadta, majd visszautasította. Április 14-én Musk kéretlen ajánlatot tett a vállalat megvásárlására, amire a Twitter igazgatótanácsa kezdetben "mérgező pirula" stratégiával válaszolt, hogy ellenálljon az ellenséges felvásárlásnak, mielőtt április 25-én egyhangúlag elfogadta Musk 44 milliárd amerikai dolláros felvásárlási ajánlatát. Musk kijelentette, hogy új funkciókat tervez bevezetni a platformon, nyílt forráskódúvá tenné az algoritmusokat, felvenné a harcot a spambotfiókok ellen, és előmozdítaná a szólásszabadságot.
Júliusban Musk bejelentette, hogy fel kívánja bontani a megállapodást, azt állítva, hogy a Twitter megszegte a megállapodásukat azzal, hogy nem volt hajlandó fellépni a spambotfiókok ellen. A vállalat nem sokkal később pert indított Musk ellen a delaware-i bíróságon, a tárgyalást október 17-re tűzték ki. Hetekkel a tárgyalás kezdete előtt Musk meggondolta magát, és bejelentette, hogy továbblép a felvásárlással. Az üzletet október 27-én zárták le, Musk pedig azonnal a Twitter új tulajdonosa és vezérigazgatója lett. A Twittert magánkézbe vették, és beolvasztották egy új anyavállalatba, az X Corp. nevű cégbe. A Twitter felvásárlását követően Musk azonnal kirúgott több felsővezetőt, köztük a korábbi vezérigazgatót, Parag Agrawalt. Musk azóta számos reformot javasolt a Twitter számára, és elbocsátotta a vállalat alkalmazottainak felét. Ezután több száz alkalmazott mondott fel a vállalatnál, miután Musk ultimátumot adott ki, amelyben azt követelte, hogy kötelezzék el magukat "rendkívül kemény" munkára.